# Danger*Gang
Danger*Gang (デンジャー☆ギャング) 
Danger Gang es una banda de Tokio formada por cuatro integrantes. Lo más sorprendente acerca de ésta es el hecho de que todas son mujeres, lo que es muy poco usual en la escena Visual kei.
Su música es un rock alegre y animado con voces de fondo y ocasionalmente con rugidos de la vocalista Waka. Su apariencia encaja con su música, teniendo peinados salvajes y coloridos y vistiendo vivos trajes en el escenario. Las letras de sus temas poseen mensajes positivos. 

## Integrantes
- Vocalista: Waka (わか)
- Guitarrista: Hiko (ヒコ)
- Bajista: Mizuki (みづき)
- Baterista: Ren (蓮)

Exintegrantes:
- Ex-Bajista: Thera (さん)
- Ex-Baterista: Rei (麗さん)

## Biografía
Danger Gang fue formado en septiembre de 2002 por la vocalista Waka, la guitarrista Hiko, la baterista Rei y la bajista de soporte Ka-e. No empezaron a presentarse en vivo hasta enero del año siguiente y Ka-e se convirtió en integrante oficial de la banda. Su primera presentación en vivo fue el 15 de enero en Takadanobaba area en Tokio. No fue hasta su concierto del 26 de marzo, que lanzaron su primer single llamado Danger Gang no theme. No mucho tiempo después, fue vendido en el área de Tokio.
En junio de 2004, las chicas realizaron un concierto gratuito y durante el mes siguiente lanzaron su primer mini-álbum, CRASH. Realizaron la gira 『ＣＲＡＳＨ Ａ ＤＩＶＥ ＴＯＵＲ』 entre septiembre y octubre, presentándose en distintos recintos de Tokio. En diciembre del mismo año la bajista Ka-e abandonó repentinamente a la banda, y tuvieron su último concierto con ella el 28 de diciembre en Urawa NARCISS.
En enero de 2005, se unió Thera para tomar la posición de Ka-e en el bajo. Lanzaron su segundo single en julio y tuvieron varios conciertos durante ese año.
El día de Año Nuevo de 2006, Danger Gang comenzó el año con el lanzamiento de su segundo mini-álbum, Doku Rokku. El grupo luego se enfrentó a una pesada agenda de gira y en ese momento comenzaron a ganar su propio y fiel grupo de fanes. El año terminó con el lanzamiento de su tercer single, Retsu, que primero fue vendido en los conciertos y en noviembre comenzó a venderse en otros lugares.
El año 2007 comenzó como el año anterior, con muchas presentaciones programadas. En julio lanzaron su cuarto single, y después, a mediados de agosto, Danger Gang se presentó en el Shikkoku no Symphony festival (en el cual también se habían presentado en 2006) en la ciudad de Saitama. El festival de 3 días tuvo a 15 bandas presentándose cada día y fue realizado en el ayuntamiento. Danger Gang tuvo la oportunidad de presentar un energético show para el público más grande que habían tenido hasta la fecha. Hasta ese momento, la banda solo se había presentado en eventos, pero el 24 de septiembre tuvieron su primer concierto one-man en Urawa NARCISS.
2008 parece un año muy prometedor para Danger Gang con una gira ya programada para marzo y abril.

## Discografía
Albums Completos
- 2008-07-21: 「Ｓｔ.Ｂｅａｓｔ」

Mini-Albums
- 2006-01-01: Doku Rokku/DOCK ROCK (ドクロック)

- 2004-07-18: CRASH

- 2009-05-12: Ambitious

Singles
- 2010-11-28:「HALLUCINATION」

- 2007-07-28: DUTY

- 2006-11-03: Retsu (烈)

- 2005-09-04: Samurai (サムライ)

- 2004-00-00: Danger Gang no theme (デンジャー☆ギャングのテーマ)

OMNIBUS
- 2007-11-21: Gothic Emily